# 托蘭 (麻薩諸塞州)
托蘭（英語：Tolland）是一個位於美國麻薩諸塞州漢登縣的鎮。

## 人口
根據2020年美國人口普查的數據，托蘭的面積為84.90平方千米，當中陸地面積為81.70平方千米，而水域面積為3.20平方千米。當地共有人口471人，而人口密度為每平方千米6人。